# Umberto Masetti
Umberto Masetti (Parma, 4 maggio 1926 – Maranello, 29 maggio 2006) è stato un pilota motociclistico italiano.

## Carriera
Dopo un passato da dilettante (la sua prima vittoria in gara fu nel 1947, a Reggio Emilia, alla guida di un "Guzzino"), esordì nel motomondiale nel 1949 alla guida di una Moto Morini nella classe 125. Nello stesso anno impiegò anche una Benelli nella 250 e una Gilera nella classe regina, la 500.
Talento precocissimo, nel 1950 fu il primo italiano a vincere il mondiale nella 500 grazie alle vittorie in due Gran Premi (in Belgio e nei Paesi Bassi) e ai 28 punti racimolati in classifica generale, solo uno in più del secondo classificato, il britannico Geoff Duke. Grazie a questo successo Masetti divenne il primo "divo" del motociclismo.
Nel 1951, ancora alla guida di una Gilera, vinse l'inaugurale Gran Premio motociclistico di Spagna, effettuatosi nello stesso circuito in cui correvano le vetture di Formula 1. L'anno seguente bissò il successo del 1950 grazie ancora alle vittorie in Belgio e nei Paesi Bassi e ai 28 punti in classifica. Soprannominato "Topolino", nonostante il trionfo nella classe regina Masetti preferì autodeclassarsi e passare nella 250 con la NSU, ma un infortunio causatogli da una caduta avvenuta ad Imola gli permise di disputare solo il Gran Premio delle Nazioni, in cui si piazzò in sesta posizione.
Nel 1954 tornò nella 500 con la Gilera, ma ancora una volta corse solo il Gran Premio delle Nazioni, in cui si aggiudicò la seconda piazza dietro il vecchio rivale Geoff Duke. L'anno successivo divise la stagione tra 500 (in cui arrivò terzo nella classifica generale grazie a 19 punti frutto di una vittoria, due terzi ed un quarto posto) e 250 (in cui si piazzò al quarto posto della graduatoria con un secondo, un terzo ed un sesto posto), stavolta in sella ad una MV Agusta, squadra a cui rimase fedele fino al 1958.
Dal 1956 in poi le sue apparizioni nei circuiti internazionali si fecero più rare e nel 1958, dopo aver corso senza successo nella classe 350, decise di ritirarsi dal professionismo. Oltre ai successi in campo internazionale, Masetti si aggiudicò anche 6 titoli nel Campionato Italiano Velocità tra il 1949 e il 1955, in varie classi.
A inizio anni sessanta emigrò in Cile, dove corse sino alla fine di quel decennio; nel biennio 1962-1963 lo si rivide anche nel Mondiale, in occasione solo del Gran Premio d'Argentina quando corse con una Moto Morini nella 250 grazie ad una licenza cilena, ottenendo due piazzamenti sul podio.
Tornò in Italia nel 1972, chiamato da Checco Costa per l'inaugurazione della 200 miglia di Imola e, nell'occasione, ebbe modo di provare alcune moto portate per la gara, dichiarando alla stampa la sua disponibilità al rientro nelle corse europee, nonostante i suoi 46 anni.
Tale offerta non fu colta da alcuna scuderia e Masetti si stabilì con la famiglia a Maranello, trovando occupazione presso una vicina stazione di servizio. Rientrò nel settore motociclistico dal 1997, stavolta in qualità di dirigente della Aprilia.
È deceduto all'età di 80 anni appena compiuti, nella sua casa nella notte tra domenica 28 e lunedì 29 maggio 2006 per complicazioni all'apparato respiratorio.

## Risultati nel motomondiale

### Classe 125
| 1949 | Classe | Moto        |    |   |   |    |    |   |  |  |  |  |  |  | Punti | Pos. |
| ---- | ------ | ----------- | -- | - | - | -- | -- | - |  |  |  |  |  |  | ----- | ---- |
| 1949 | 125    | Moto Morini | NE | 5 | - | NE | NE | 2 |  |  |  |  |  |  | 13    | 3º   |

| Legenda | 1º posto        | 2º posto            | 3º posto            | A punti      | Senza punti        | Grassetto – Pole position Corsivo – Giro più veloce |
| Legenda | Gara non valida | Non qual./Non part. | Ritirato/Non class. | Squalificato | '-' Dato non disp. | Grassetto – Pole position Corsivo – Giro più veloce |

### Classe 250
| 1949 | Classe | Moto    |   |   |    |    |   |   |  |  |  |  |  |  | Punti | Pos. |
| ---- | ------ | ------- | - | - | -- | -- | - | - |  |  |  |  |  |  | ----- | ---- |
| 1949 | 250    | Benelli | - | - | NE | NE | - | 3 |  |  |  |  |  |  | 7     | 10º  |

| 1953 | Classe | Moto |   |   |    |   |    |   |   |   |   |  |  |  | Punti | Pos. |
| ---- | ------ | ---- | - | - | -- | - | -- | - | - | - | - |  |  |  | ----- | ---- |
| 1953 | 250    | NSU  | - | - | NE | - | NE | - | - | 6 | - |  |  |  | 1     | 15º  |

| 1955 | Classe | Moto      |    |    |     |   |    |   |   |   |  |  |  |  | Punti | Pos. |
| ---- | ------ | --------- | -- | -- | --- | - | -- | - | - | - |  |  |  |  | ----- | ---- |
| 1955 | 250    | MV Agusta | NE | NE | Rit | - | NE | 2 | 3 | 6 |  |  |  |  | 11    | 5º   |

| 1958 | Classe | Moto      |   |   |    |   |   |   |     |  |  |  |  |  | Punti | Pos. |
| ---- | ------ | --------- | - | - | -- | - | - | - | --- |  |  |  |  |  | ----- | ---- |
| 1958 | 250    | MV Agusta | - | - | NE | - | - | - | Rit |  |  |  |  |  | 0     |      |

| 1962 | Classe | Moto        |   |   |   |   |   |   |   |   |   |    |   |  | Punti | Pos. |
| ---- | ------ | ----------- | - | - | - | - | - | - | - | - | - | -- | - |  | ----- | ---- |
| 1962 | 250    | Moto Morini | - | - | - | - | - | - | - | - | - | NE | 2 |  | 6     | 11º  |

| 1963 | Classe | Moto        |   |   |    |   |   |   |   |   |    |   |   |   | Punti | Pos. |
| ---- | ------ | ----------- | - | - | -- | - | - | - | - | - | -- | - | - | - | ----- | ---- |
| 1963 | 250    | Moto Morini | - | - | AN | - | - | - | - | - | NE | - | 3 | - | 4     | 11º  |

| Legenda | 1º posto        | 2º posto            | 3º posto            | A punti      | Senza punti        | Grassetto – Pole position Corsivo – Giro più veloce |
| Legenda | Gara non valida | Non qual./Non part. | Ritirato/Non class. | Squalificato | '-' Dato non disp. | Grassetto – Pole position Corsivo – Giro più veloce |

### Classe 350
| 1956 | Classe | Moto      |   |   |   |   |   |   |  |  |  |  |  |  | Punti | Pos. |
| ---- | ------ | --------- | - | - | - | - | - | - |  |  |  |  |  |  | ----- | ---- |
| 1956 | 350    | MV Agusta | - | - | 5 | - | - | 8 |  |  |  |  |  |  | 2     | 14º  |

| 1957 | Classe | Moto      |   |  |   |   |   |   |  |  |  |  |  |  | Punti | Pos. |
| ---- | ------ | --------- | - |  | - | - | - | - |  |  |  |  |  |  | ----- | ---- |
| 1957 | 350    | MV Agusta | 4 |  | - | - | - | - |  |  |  |  |  |  | 3     | 10º  |

| Legenda | 1º posto        | 2º posto            | 3º posto            | A punti      | Senza punti        | Grassetto – Pole position Corsivo – Giro più veloce |
| Legenda | Gara non valida | Non qual./Non part. | Ritirato/Non class. | Squalificato | '-' Dato non disp. | Grassetto – Pole position Corsivo – Giro più veloce |

### Classe 500
| 1950 | Classe | Moto   |  |   |   |   |   |   |  |  |  |  |  |  | Punti | Pos. |
| ---- | ------ | ------ |  | - | - | - | - | - |  |  |  |  |  |  | ----- | ---- |
| 1950 | 500    | Gilera |  | 1 | 1 | 2 | 6 | 2 |  |  |  |  |  |  | 28    | 1º   |

| 1951 | Classe | Moto   |   |  |  |   |     |   |   |   |  |  |  |  | Punti | Pos. |
| ---- | ------ | ------ | - |  |  | - | --- | - | - | - |  |  |  |  | ----- | ---- |
| 1951 | 500    | Gilera | 1 |  |  | 9 | Rit | 4 | 3 | 2 |  |  |  |  | 21    | 3º   |

| 1952 | Classe | Moto   |     |  |   |   |     |     |   |   |  |  |  |  | Punti | Pos. |
| ---- | ------ | ------ | --- |  | - | - | --- | --- | - | - |  |  |  |  | ----- | ---- |
| 1952 | 500    | Gilera | Rit |  | 1 | 1 | Rit | Rit | 2 | 2 |  |  |  |  | 28    | 1º   |

| 1953 | Classe | Moto   |  |     |  |    |  |  |  |  |  |  |  |  | Punti | Pos. |
| ---- | ------ | ------ |  | --- |  | -- |  |  |  |  |  |  |  |  | ----- | ---- |
| 1953 | 500    | Gilera |  | Rit |  | NE |  |  |  |  |  |  |  |  | 0     |      |

| 1954 | Classe | Moto   |  |  |    |  |  |  |  |   |  |  |  |  | Punti | Pos. |
| ---- | ------ | ------ |  |  | -- |  |  |  |  | - |  |  |  |  | ----- | ---- |
| 1954 | 500    | Gilera |  |  | AN |  |  |  |  | 2 |  |  |  |  | 6     | 10º  |

| 1955 | Classe | Moto      |   |   |   |   |   |   |   |   |  |  |  |  | Punti | Pos. |
| ---- | ------ | --------- | - | - | - | - | - | - | - | - |  |  |  |  | ----- | ---- |
| 1955 | 500    | MV Agusta | 3 | - | - | 4 | - | 3 | - | 1 |  |  |  |  | 19    | 3º   |

| 1956 | Classe | Moto      |   |   |   |   |   |   |  |  |  |  |  |  | Punti | Pos. |
| ---- | ------ | --------- | - | - | - | - | - | - |  |  |  |  |  |  | ----- | ---- |
| 1956 | 500    | MV Agusta | - | - | 4 | 2 | - | - |  |  |  |  |  |  | 9     | 6º   |

| 1957 | Classe | Moto      |   |   |   |   |   |   |  |  |  |  |  |  | Punti | Pos. |
| ---- | ------ | --------- | - | - | - | - | - | - |  |  |  |  |  |  | ----- | ---- |
| 1957 | 500    | MV Agusta | - | - | - | - | - | 5 |  |  |  |  |  |  | 2     | 15º  |

| 1958 | Classe | Moto      |   |   |   |   |   |   |   |  |  |  |  |  | Punti | Pos. |
| ---- | ------ | --------- | - | - | - | - | - | - | - |  |  |  |  |  | ----- | ---- |
| 1958 | 500    | MV Agusta | - | - | - | - | - | - | 3 |  |  |  |  |  | 4     | 13º  |

| Legenda | 1º posto        | 2º posto            | 3º posto            | A punti      | Senza punti        | Grassetto – Pole position Corsivo – Giro più veloce |
| Legenda | Gara non valida | Non qual./Non part. | Ritirato/Non class. | Squalificato | '-' Dato non disp. | Grassetto – Pole position Corsivo – Giro più veloce |